# Квинт Манлий Вулзон Капитолин
Квинт Манлий Вулзон Капитолин (на латински: Quintus Manlius Vulso Capitolinus) e римски консулски военен трибун през 396 пр.н.е.. Неговите колеги Луций Тициний Панза Сак, Публий Лициний Калв Есквилин, Гней Генуций Авгурин, Публий Мелий Капитолин и Луций Атилий Приск са всички за втори път тирбуни.